# Кубок Швеции по хоккею с мячом
Кубок Швеции по хоккею с мячом (швед. Svenska cupen i bandy) проводится ежегодно, начиная с 2005 года.

## История
Кубок Швеции учреждён в 2005 году и разыгрывается в конце лета — начале осени, перед стартом нового сезона. Турнир включает в себя предварительные игры, групповой этап и последующие матчи по системе «плей-офф», в которых и определяется обладатель почётного трофея. Раньше предварительные игры проводились в самом начале календарного года. Таким образом, межсезонье приходилось на середину турнира — это приводило к тому, что команды, вышедшие в осеннюю часть Кубка, могли значительно изменить состав по сравнению с предварительными играми. Поэтому теперь срок их проведения сдвинут на конец августа. Матчи финального этапа проходят в одном городе. Финалы первых трёх розыгрышей принимал Эдсбюн, в котором была на то время единственная в Швеции крытая арена с искусственным льдом, что и позволяло проводить игры по хоккею с мячом в столь ранний срок. Потом два раза финалы игрались в Вестеросе. Следующий финал кубка принял Венерсборг.
С 2011 года финалы Кубка Швеции неизменно принимает Лидчёпинг.

## Все финалы
| Год  | Город      | Победитель      | Счёт             | Финалист        |
| 2005 | Эдсбюн     | Эдсбюн          | 0:0, 4:3 по пен. | Сандвикен       |
| 2006 | Эдсбюн     | Сандвикен       | 7:3              | Эдсбюн          |
| 2007 | Эдсбюн     | Хаммарбю        | 4:2              | Сандвикен       |
| 2008 | Вестерос   | Эдсбюн          | 3:3, 7:6 по пен. | Вилла Лидчёпинг |
| 2009 | Вестерос   | Сандвикен       | 8:3              | Хаммарбю        |
| 2010 | Венерсборг | Сандвикен       | 7:3              | Болльнес        |
| 2011 | Лидчёпинг  | Сандвикен       | 6:5              | Хаммарбю        |
| 2012 | Лидчёпинг  | Сандвикен       | 8:1              | Хаммарбю        |
| 2013 | Лидчёпинг  | Хаммарбю        | 7:5              | Вестерос        |
| 2014 | Лидчёпинг  | Хаммарбю        | 8:2              | Эдсбюн          |
| 2015 | Лидчёпинг  | Вестерос        | 6:2              | Эдсбюн          |
| 2016 | Лидчёпинг  | Вилла Лидчёпинг | 3:2              | Сандвикен       |
| 2017 | Лидчёпинг  | Сандвикен       | 3:0              | Вестерос        |
| 2018 | Лидчёпинг  | Вестерос        | 4:1              | Сандвикен       |
| 2019 | Лидчёпинг  | Эдсбюн          | 5:0              | Вестерос        |
| 2020 | Лидчёпинг  | Вилла Лидчёпинг | 4:3              | АИК             |
| 2021 | Лидчёпинг  | Вилла Лидчёпинг | 6:2              | Эдсбюн          |
| 2022 | Лидчёпинг  | Вилла Лидчёпинг | 8:1              | Сандвикен       |
| 2023 | Лидчёпинг  | Вилла Лидчёпинг | 5:3              | Вестерос        |
| 2024 | Лидчёпинг  | Вилла Лидчёпинг | 9:5              | Эдсбюн          |